# Carassa
La Carassa és un gegantó lligat a les celebracions de Nadal de la ciutat de Barcelona. Representa un sarraí, tant per les faccions com per la indumentària, i té una barba llarga i espessa i la boca ben badada, preparada per a treure confits i llepolies. Es desplaça amb rodes i té la particularitat que pot bellugar els ulls.
Antigament, les carasses eren figures col·locades sota l'orgue de les esglésies i l'organista mateix els feia bellugar els ulls i treure llaminadures per la boca. Els nens es col·locaven a sota i arreplegaven tot allò que podien. De carasses, n'hi havia per tot Catalunya, i només a Barcelona es destacaven la de Santa Maria del Mar, la de la catedral –que data del segle xvi– i la de Sant Just, que encara es pot veure a la sagristia.
Les carasses formaren una tradició ben arrelada a Catalunya fins a mitjan segle xx, quan es van anar suprimint pel soroll i el xivarri que feien dins les esglésies. El fet de representar un cap de moro tallat i penjat també hi va ajudar, perquè s'interpretava com a apologia de la xenofòbia i del racisme.
L'any 1988 es va recuperar novament la imatge d'una carassa a la ciutat gràcies a la Coordinadora de Gegants i Bestiari de Ciutat Vella, que encara avui s'encarrega de custodiar la figura i de treure-la cada any. Fou obra del mestre imatger Manel Casserras i Boix, que la va fer inspirant-se en la de la catedral. Es va estrenar aquell mateix any pels volts de Nadal. Actualment, la funció de la Carassa és palesar l'evolució d'una tradició que, altrament, hauria desaparegut.
D'ençà que fou restaurada, la figura es deixa veure únicament els caps de setmana de desembre, abans de Nadal, a la Fira de Santa Llúcia. Es passeja entre les parades i fa un tomb per les places i carrers del voltant de la catedral llançant caramels per la boca als nens i nenes que l'esperen. Cada dia que surt l'arrossega una colla diferent de la Ciutat Vella, que la fa ballar al so de gralles i tabals.
La Carassa de Barcelona es pot veure en exposició permanent a la sala dels Gegants Històrics de la Casa dels Entremesos de la Ciutat Vella.